# Amarapura

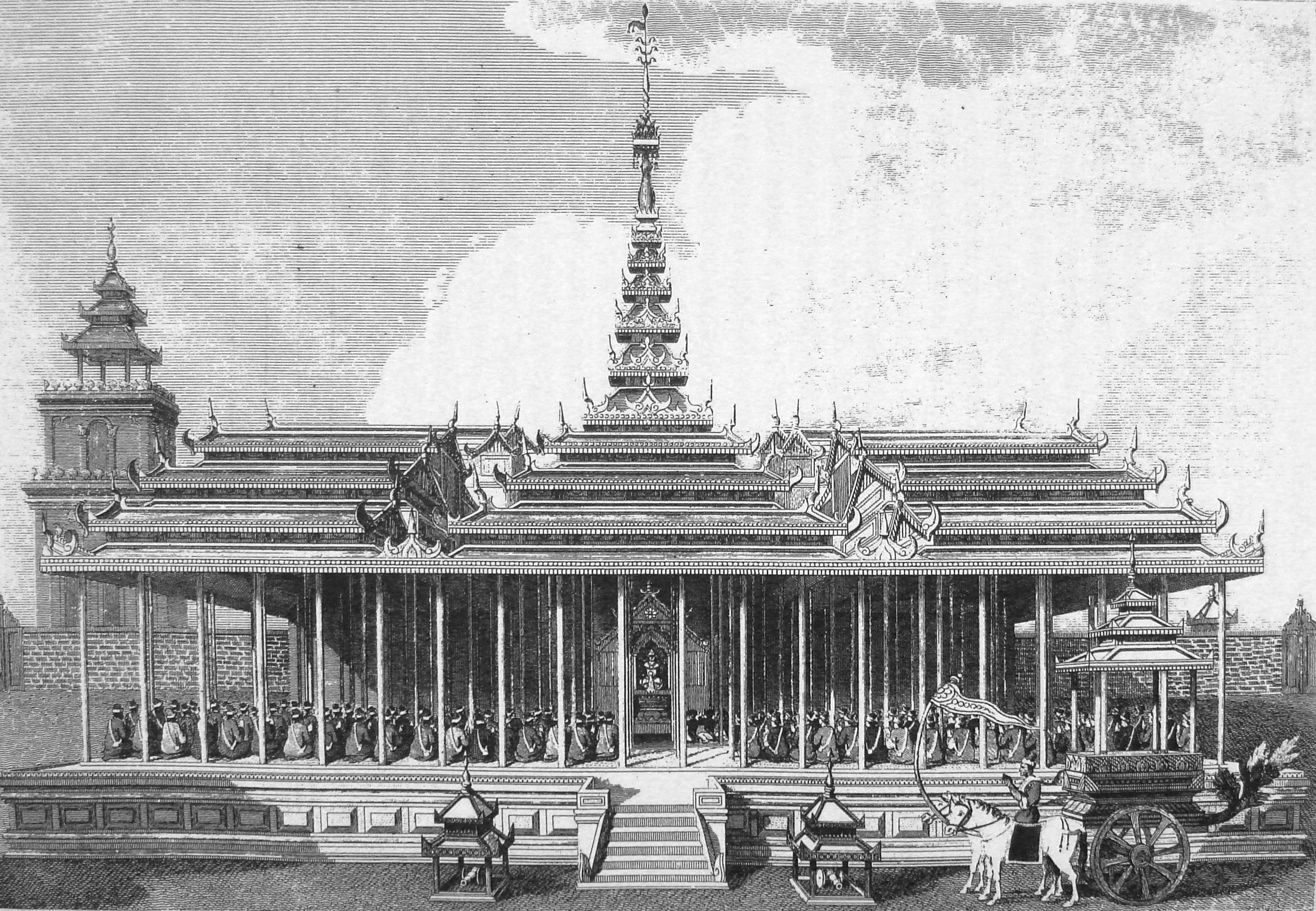
Palacio real del rey Bodawpaya en Amarapura, durante la visita del embajador británico Michael Symes, en 1795.

Amarapura (en Idioma birmano အမရပူရမြို့,) es una ciudad de la región de Mandalay en Myanmar (antigua Birmania), a 11 km al sur de la ciudad de Mandalay.
Esta población cuyo nombre significa Ciudad de la Inmortalidad o Ciudad de los Dioses (inmortales) fue fundada por el rey Bodawpaya (1781-1819) de la dinastía Konbaung en 1783, que la convirtió en su nueva capital. En 1795 recibió la primera embajada de la Compañía Británica de las Indias Orientales dirigida por Michael Symes. La ciudad creció rápidamente y en 1810 ya tenía 170.000 habitantes, año en que fue muy dañada por un incendio. 
Su nieto y sucesor, el rey Bagyidaw (1819-1837) se instaló de nuevo en Ava en 1819 y trasladó la capital a esa ciudad en 1822. Con este traslado  Amarapura entró en decadencia hasta el punto de que en 1827 su población había descendido hasta unos 30.000 habitantes y en 1835 se estimaban unos 26.700 en el interior de los muros (90.000 incluyendo los alrededores). Su sucesor Tharrawaddy Min (1837-1846) devolvió la capitalidad a Amarapura hacia 1838 pero en 1839 la ciudad quedó destruida en gran parte por un terremoto, y aunque se intentó su reconstrucción, se abandonó definitivamente este proyecto en 1841. Perdió así la capitalidad entre 1841 y una fecha entre 1853 y 1857 cuando el rey Mindon Min (1853-78) comenzó la construcción de la nueva capital en Mandaly, situada 11 km al norte de Amarapura. La ciudad dejó de ser oficialmente la capital el 23 de mayo de 1859, cuando se asignó a Mandalay ese papel.

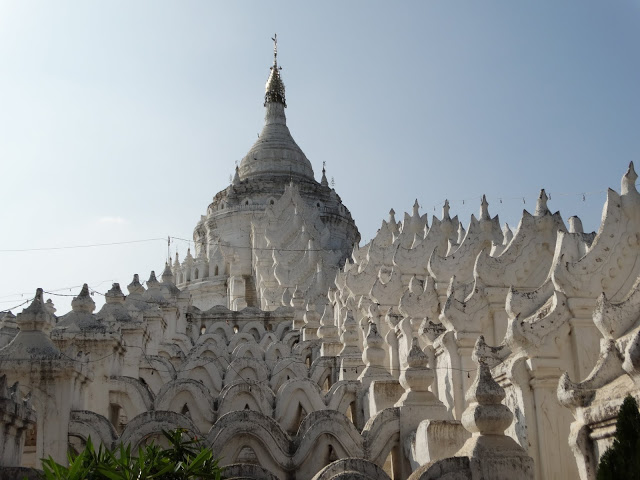
Amarapura

Con la Hacienda real vacía por la segunda guerra anglo-birmana de 1852, Minden decidió reutilizar todo los elementos posibles de Amarapura para la construcción de Mandalay. Los palacios fueron trasladados por elefantes, piedra a piedra a su nuevo emplazamiento y las murallas fueron derribadas para su uso como material de construcción en carreteras y vías férreas.  Aún quedan algunos restos cerca del monasterio de Bagaya. 
Actualmente la ciudad se dedica a la fabricación de seda y algodón, y artículos de bronce. Los turistas que visitan Mandalay pueden hacer excursiones.

## Lugares de interés

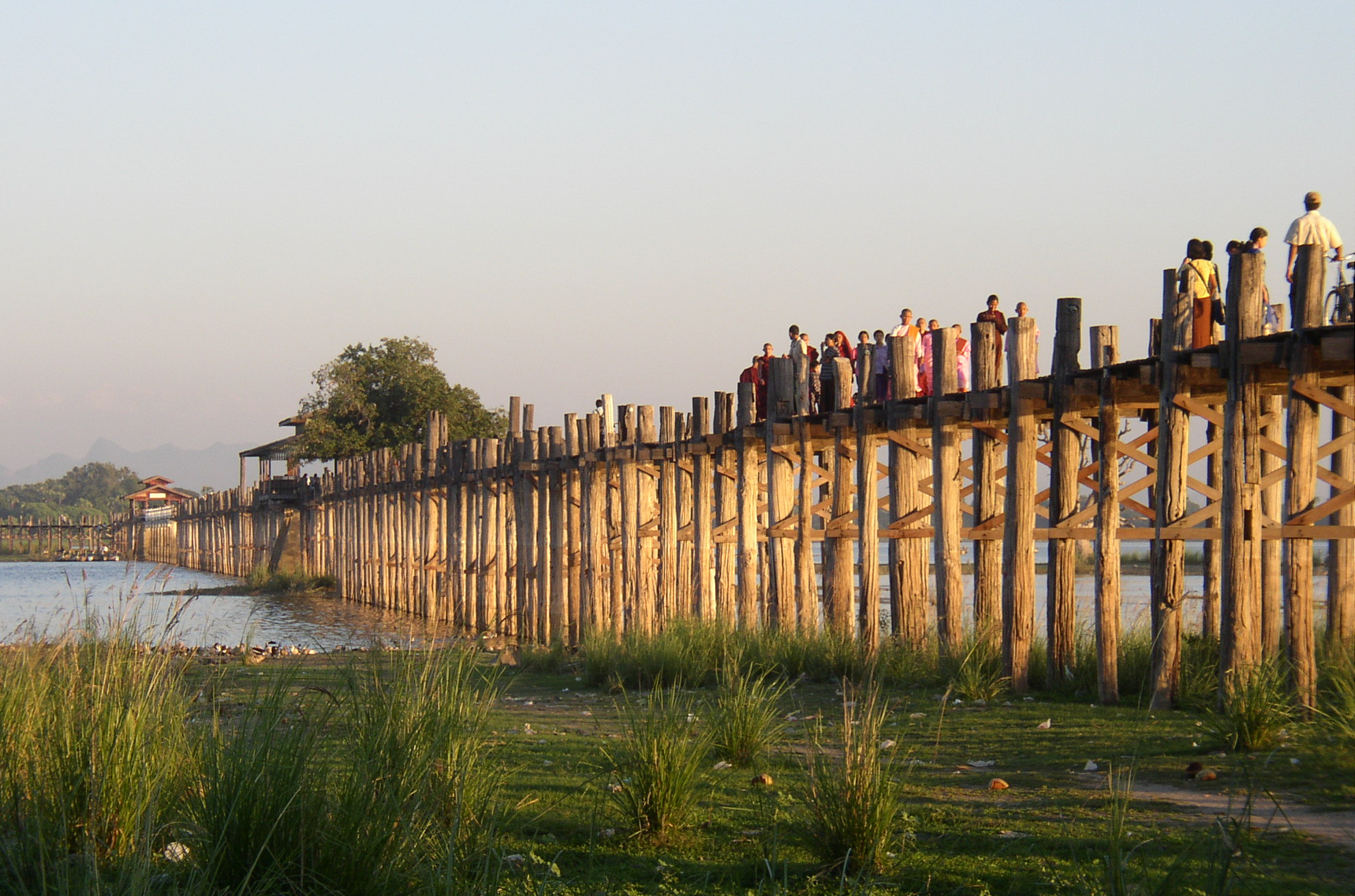
Detalle del puente U Bein.

- Pahtodawgyi, estupa construida para Bodawpaya en 1816 fuera de las murallas de la ciudad con una gran estatua de Buda y 250 pilares.
- Bagaya Kyaung, un monasterio de madera construido por el rey Mindon Min.
- Puente U Bein, puente de madera, el más largo del mundo de esta material, que se levantó en 1860 por el alcalde U Bein con restos del palacio real.
- Kyautawgyi Paya, estupa construida por el rey Pagan en 1847 al final del puente U Bein
- Ruinas del Palacio, con las tumbas de los reyes Bodawpaya y Bagyidaw.
- Maha Gandhayon Kyaung, gran monasterio budista de construcción moderna.
- Templo chino construido en 1838 por el rey Irrawaddy